# Кона (аэропорт)
Аэропорт Кона в Кеахоле (англ. Kona International Airport at Keāhole (ИАТА: KOA, ИКАО: PHKO)) — международный коммерческий аэропорт, расположенный на западе Острова Гавайи, и обслуживающий пассажирские авиаперевозки туристического города Каилуа-Кона и соседних курортных зон.

## Общие сведения и деятельность аэропорта
Инфраструктура Международного аэропорта Кона находится в собственности правительства страны. Аэропорт эксплуатирует одно здание пассажирского терминала в восточной части территории, одну взлётно-посадочную полосу длиной 3353 метров с асфальтовым покрытием, и предоставляет весь спектр услуг для коммерческой авиации: пассажирские, грузовые и почтовые перевозки, работу регулярных, чартерных авиакомпаний, бизнес-авиации и авиации общего назначения.
Международный аэропорт Кона — единственный крупный аэропорт Гавайских островов, не имеющий собственных пассажирских телетрапов. Порт ежедневно принимает лайнеры Boeing 717, 737, 757, 767, 777, а также различные типы самолётов местной авиации и авиации общего назначения. Комплекс пассажирского терминала аэропорта представляет несвязанные между собой разнокалиберные сооружения, главным образом находящиеся под открытым небом.
В 2005 году начались работы по подготовке экспертизы и проекта строительства второй взлётно-посадочной полосы. Возведение второй ВПП проектной длиной в 1200 метров началось в 2009 году и финансируется Военно-воздушными силами США главным образом для обслуживания военно-транспортных самолётов McDonnell Douglas C-17 Globemaster III. Несмотря на то, что аэропорт эксплуатирует длинную взлётно-посадочную полосу, позволяющую принимать дальнемагистральные рейсы из Японии и Чикаго, одной рабочей полосы недостаточно для бесперебойной работы аэропорта, тем более, что Международный аэропорт Кона является единственным крупным аэропортом Гавайских островов, эксплуатирующим только одну ВПП.

## Музей памяти астронавта Эллисона Онидзуки
На территории Международного аэропорта Кона между зданиями комплекса пассажирского терминала расположен музей памяти Эллисона Онидзуки — астронавта японо-гавайского происхождения, родившегося в Коне и погибшего в 1986 году при взрыве космического шаттла «Челленджер». В музее выставлены личные вещи астронавта, а также образец лунного грунта и космический скафандр с «Аполлона-13». Вход в музей для посетителей бесплатный.

## История
Значительная часть взлётно-посадочной полосы Международного аэропорта Кона построена на остатках лавового извержения вулкана Хуалалаи, произошедшего в 1801 году. Лавовый поток фактически продлил береговую линию острова на 1,6 километров вглубь океана, добавив острову около четырёх квадратных километров суши. Международный аэропорт Кона был построен на образовавшемся участке и введён в эксплуатацию 1 июля 1970 года, заменив собой прежний аэропорт Коны, который впоследствии был реорганизован в зону отдыха «Старый аэропорт Кона».
Строительством аэропорта занималась американская корпорация Bechtel, специалисты которой в течение 13 месяцев выравнивали застывшие лавовые потоки и лавовые туннели, потратив при этом только на взрывчатые материалы более трёх миллионов фунтов стерлингов.
В первый год своей работы Международный аэропорт Кона обслужил 515 378 пассажиров. Сам аэропорт возведён в тропическом стиле и при взлёте или посадке в аэропорту можно увидеть множество небольших аквапарков, прудов, а также несколько экспериментальных солнечных установок гавайской исследовательской лаборатории возобновляемых источников энергии NELHA.

## Авиапроисшествия и несчастные случаи
- 25 августа 1977 года. Самолёт Short SC.7 Skyvan грузовой авиакомпании Air Cargo Hawaii при заходе на посадку в Международном аэропорту Кона не долетел 2,5 километров до взлётно-посадочной полосы, упал на землю и полностью сгорел в результате возникшего пожара. Погиб пилот и пассажир[7].
- 10 сентября 1989 года. Самолёт Aero Commander 680 пытался совершить аварийную посадку на взлётно-посадочную полосу 17 после потери мощности правого двигателя. Лайнер не дотянул до полосы и разбился в 400 метрах к юго-западу от ВПП. Один человек погиб и ещё один был серьёзно травмирован[8].